# القضايا الاجتماعية في الأحياء الصينية

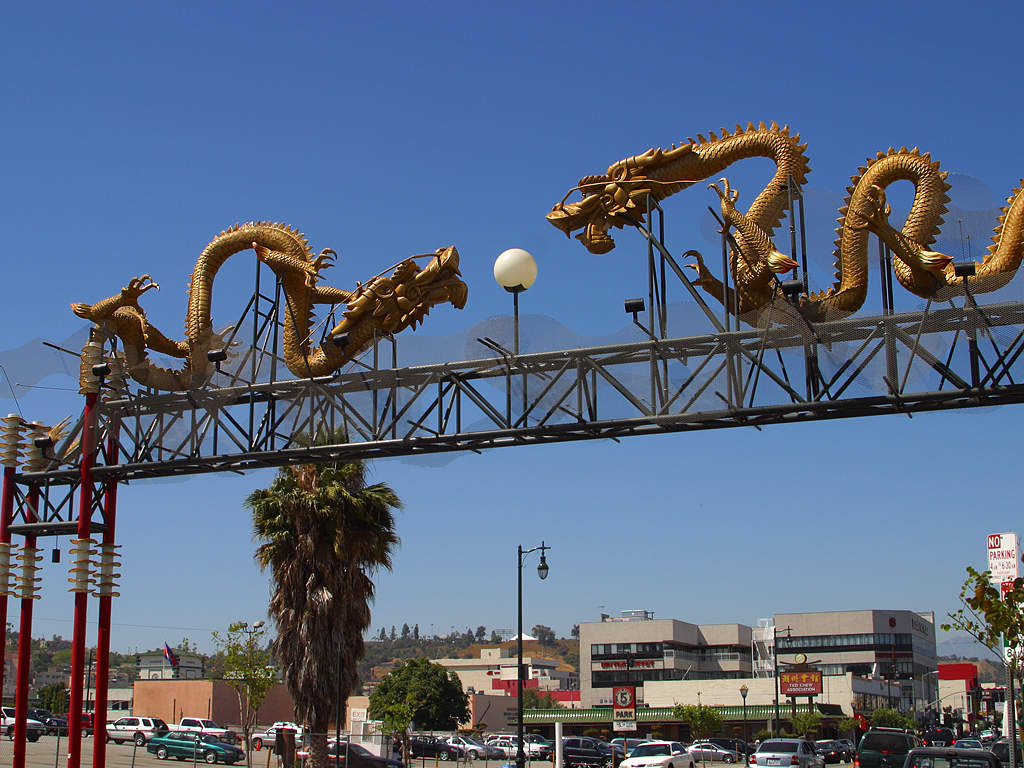
الاحياء الصينية

تواجه الأحياء الصينية الأقدم مشاكل اجتماعية محددة كغيرها من المجتمعات المحلية. ورغم تقييم الأحياء الصينية واعتبارها الآن مواقع للجذب السياحي فإن سمعتها السابقة ارتبطت بالأحياء الفقيرة والعشوائيات الخطرة والمتداعية واحتوائها على مواقع لبيوت الدعارة وأوكارًا للأفيون وصالات للمقامرة.

## العصابات والجريمة المنظمة
واصلت عصابات الشوارع الآسيوية المتناحرة وخلايا الجريمة المنظمة على غرار منظمات تونغ وعصابات الثالوث التي تتخذ من هونغ كونغ مقرًا لها الاستفحال في الأحياء الصينية الحضرية حول العالم في الفترة الحديثة إذ تنفذ عصابات الثالوث عملياتها في كل من مدينة لندن بالمملكة المتحدة وشيكاغو وسان فرانسيسكو ولوس أنجلوس بكاليفورنيا ونيويورك وفيلادلفيا ولاس فيغاس وبوسطن وسياتل ونيوجيرسي وسيدني بأستراليا وفانكوفر بمقاطعة كولومبيا البريطانية وتورنتو بمقاطعة أونتاريو في كندا. منظمات تونغ هي جمعيات صينية سرية برزت في القرنين التاسع عشر والعشرين. كان «حروب تونغ» أو الاقتتالات الداخلية ضمن الأحياء الصينية تنشب بين مجموعات تونغ في الأحياء الصينية الأقدم. كان من الممكن لأي من حروب تونغ المندلعة في أحد الأحياء الصينية الانتشار إلى مجتمعات الأحياء الصينية الأخرى. تشكلت العديد من عصابات الأحياء الصينية في بادئ الأمر من أجل الدفاع عن المجتمع المحلي من «لو فان» (كلمة باللغة الكانتونية وهي نقل حرفي لكلمة «قوقازيين»)، ولكن انقلبت تلك العصابات في ما بعد على أعضاء مجتمعهم الإثني. كان لذلك الأمر تأثير كبير على هذه العصابات.
شهدت الأحياء الصينية تدفقًا سريعًا لمهاجري الطبقة العاملة من هونغ كونغ خلال ستينيات وسبعينيات القرن العشرين. كان معظم المهاجرين المولودين في هونغ كونغ عاطلين عن العمل منذ وصولهم في أواخر ستينيات القرن العشرين، وذلك بالرغم من عمل بعضهم كنُدل وعمال في المطاعم. بدأ أعضاء عصابات واه شينغ بشن حملة من المضايقة والاعتداء على السياح البيض في الحي الصيني بسان فرانسيسكو وهو ما وضع في النهاية النخبة المحافظة من الرابطة الصينية الخيرية الموحدة المنفتحة على السياحة بمعضلة (كانت أكبر مشكلة هي تأييد السي سي بي أيه ببساطة لتشديد إجراءات حفظ النظام المفروضة على العصابات بدلًا من حل الجوهر الكامن وراء التفاوتات الاجتماعية في الحي الصيني). غالبًا ما كان لعصابات الشوارع الصينية الأمريكية في أمريكا الشمالية صلات ربطتها بعصابات التونغ والثالوث، ومن الأمثلة على تلك العصابات كل من عصابة فتيان جو وعصابة فتيان شارع جاكسون اللتين تحملان اسم الشارع الرئيسي في الحي الصيني بسان فرانسيسكو.
كانت حروب العصابات أمرًا شائعًا في الأحياء الصينية القديمة نسبيًا. وأحيانًا ما ذاع سيط تناحرات عصابات الأحياء الصينية. إذ وقع السياح في الأحياء الصينية ضحية لحروب العصابات في بعض الأحيان، وذلك نظرًا لكون الأحياء الصينية مناطق للجذب السياحي. وقع تبادل لإطلاق النار في أحد مطاعم الحي الصيني بسان فرانسيسكو (حيث تمركزت أحد العصابات المنافسة) أدى إلى مقتل سائحين وثلاثة عاملين بعدما أصابهم رصاص طائش في محاولة اغتيال فاشلة استهدفت أحد أعضاء عصابة واه تشينغ في عام 1977. كذلك أدت الحادثة إلى إصابة أحد عشر شخصًا آخر بجروح. عرِفت هذه الحادثة باسم مجزرة التنين الذهبي ودفعت جهاز شرطة سان فرانسيسكو إلى استحداث وحدة مخصصة للجرائم الآسيوية. حُكم على الأفراد الخمسة المشتبه بضلوعهم في الهجوم وأدينوا قضائيًا. وقعت حادثة أخرى ضلع بها فصيلين من عصابة فتيان شارع جاكسون في 30 يونيو عام 1995. فتح أحد الفصيلين المتقاتلين النار على الفصيل الآخر في شارع ستوكتون وهو أحد الشوارع المكتظة ضمن الحي الصيني خلال وضح النهار. أصيب سبعة متفرجين بريئين ومن جملتهم امرأة حامل. ألقي القبض على ثلاثة فتيان في أعمار الثامنة عشر والسادسة عشر والرابعة عشر عامًا كانوا على صلة بإطلاق النار. كانت عصابة فتيان شارع جاكسون المسؤول الرئيسي عن تهريب الألعاب النارية المحظورة في الوقت التي كانت فيه الألعاب النارية تباع بصورة علنية في شوارع الحي الصيني. أطلقت عيارات نارية صوب الملعب الصيني في شهر يونيو من عام 1998، وهو ما أدى إلى إصابة ستة مراهقين بجروح من بينهم ثلاثة كانوا في حالة حرجة. ألقي القبض على فتى في السادسة عشر من العمر على صلة بالحادثة التي أعتقد أنها كانت متعلقة بنشاط العصابات.
هزت حادثة مدهشة من عنف العصابات القطاع العالمي-الحي الصيني بمدينة سياتل الذي اتسم عمومًا بهدوئه في شهر فبراير من عام 1983، وذلك حين أقدمت عصابة واه مي على قتل ثلاثة عشر شخص في أحد نوادي القمار المخالفة وكان من بين الضحايا عدد من أصحاب المطاعم المعروفين.
باشرت شريحة من اللاجئين الفيتناميين ذوي الإثنية الصينية تشكيل عصابات في أواخر سبعينيات القرن العشرين.
أقدم أحد أفراد العصابات الصينية الفيتنامية في الحي الصيني بمدينة لوس أنجلوس على فتح النار وقتل ضابط أبيض من جهاز شرطة لوس أنجلوس وجرح شريكه الأمريكي الياباني في عام 1984. وقعت الحادثة خلال استجابة الضباط لإنذار السرقة الصامت الذي دوى في أحد متاجر المجوهرات في الحي الصيني إذ تبعه تبادل لإطلاق النار. رد الضابط الأمريكي الياباني المصاب على العيارات النارية المطلقة وقتل ثلاثة من الأفراد الخمسة المشتبه بضلوعهم في الجريمة. أغلِقت المحاكمة التي دامت قرابة الثلاثة أعوام وصدر حكم بالسجن المؤبد على القاتلين الآخرين في عام 1988.
أدت حادثة إطلاق للنار مرتبطة بعنف العصابات في الشارع رقم 30 بشرق برودواي ضمن الحي الصيني بمانهاتن إلى إصابة سبعة أشخاص ومن ضمنهم صبي في الرابعة من عمره في شهر مايو من عام 1985. ألقي القبض على شابين كانا يبلغان من العمر الخامسة عشر والسادسة عشر عامًا وهما من الأعضاء المنتسبين لأحد عصابات الشوارع الصينية ووجهت التهم لهما.
لم تكن الأحياء الصينية في الضواحي بمنأى عن الابتزاز. إذ اعتقلت شرطة الخيالة الكندية الملكية ستة ذكور مشتبه بضلوعهم في عملية ابتزاز شملت الاعتداء على نادل كندي صيني وتخريب مطعم يقع ضمن ما يعرف بـ«الحي الصيني الجديد» في مدينة ريتشموند بمقاطعة كولومبيا البريطانية في عام 1999. أطلق رجال آسيويون مسلحون النار على نافذة مطعم صيني في مجتمع سان غابرييل المحلي الواقع ضمن مقاطعة لوس أنجلوس في ولاية كاليفورنيا في صيف عام 2003. وكان هدفهم من ذلك إرسال رسالة للمالك بأن يدفع مقابل الحصول على الحماية، ولكنهم بدلًا من ذلك قتلوا نادلة صينية مهاجرة من بر الصين الرئيسي. كذلك تكثر النشاطات الابتزازية لعصابات الثالوث في عدة أحياء صينية بمدينة سيدني الأسترالية. إذ كثيرًا ما تعرضت المطاعم الصينية في سيدني للاستهداف على وجه الخصوص.
يحجم الكثير من الضحايا الصينيين في الأحياء الصينية وغيرها من المناطق التي تنتشر فيها البغايا الصينيات عن إبلاغ السلطات عن حوادث المضايقة التي تقوم بها العصابات بسبب خشيتهم من تعرضهم لأعمال انتقامية محتملة. قد يكون وضع المهاجرين من الجيل الأول ممن لا يتحدثون الإنجليزية بطلاقة غير مشروعًا أو أن لديهم انعدام للثقة بالشرطة أو الحكومة بصورة عامة. هاجر العديد من هؤلاء الناس من دول كانت فيها الشرطة ترهب السكان بصورة روتينية مثل الصين الشيوعية أو تايوان خلال فترة القانون العسكري المفروض في عهد الرئيس شيانج كاي شيك أو في دول اضطهدت فيها الحكومات السكان على غرار تايلاند وفيتنام. غالبًا ما كانت الشرطة في هونغ كونغ معروفة قبل وقت ليس بالبعيد بفسادها وعدم كفائتها.
كذلك مما يزيد من تعقيد المشكلة هو أن المهاجرين الصينيين من أصحاب المطاعم الصينية والمحال التجارية يميلون إلى تجاهل الابتزاز الاستغلالي باعتباره أحد تكاليف ممارسة الأعمال التجارية وكشكل من أشكال «ضريبة الأعمال» وبالتالي فإنهم يتغاضون عن الأمر ببساطة. يدخل الابتزاز ضمن كلفة إدارة المشاريع التجارية في كل هونغ كونغ وماكاو وتايوان والعديد من مناطق بر الصين الرئيسي، ويفترض العديد من أصحاب الأعمال من المهاجرين أن الأمر ذاته ينطبق أيضًا في البلد التي انتقلوا إليها حديثًا.